# Ford RS200
 (avril 2023).
Si vous disposez d'ouvrages ou d'articles de référence ou si vous connaissez des sites web de qualité traitant du thème abordé ici, merci de compléter l'article en donnant les références utiles à sa vérifiabilité et en les liant à la section « Notes et références ».
La Ford RS200 est une voiture de compétition, à quatre roues motrices et moteur central, produite par Ford entre 1984 et 1986. Un modèle de série, basé sur la version de rallye, a été construit à 200 exemplaires, pour répondre aux exigences de la catégorie Groupe B du championnat du monde. La voiture ne rencontra pas le succès escompté en rallye; son développement fut abandonné prématurément après l'annulation de sa catégorie par la FIA.

## Histoire
À la suite des bons résultats de la version rallye de la Ford Escort MkII, et pour l'arrivée de la Ford Escort MkIII sur le marché en 1980, Ford Motorsport travailla sur une version de la Ford Escort RS 1700T, équipée de deux roues motrices à l'arrière et d'un turbocompresseur, dans le but de la faire courir dans la catégorie Groupe B. Le développement du véhicule connut une série de problèmes, qui entraina l'abandon du programme en 1983, les laissant sans nouveau véhicule pour entrer dans le groupe B. Voulant disposer tout de même d'une voiture capable de participer au championnat du monde des rallyes ou de simplement «amortir» le coût de développement de la 1700T défaillante, Ford décida de créer une voiture depuis une feuille blanche et utilisant les leçons apprises en développant ce véhicule, conçue spécifiquement pour la compétition. Ce véhicule devait disposer de quatre roues motrices, technologie récemment nécessaire en rallye pour lui permettre de rivaliser correctement avec les modèles à traction intégrale de Peugeot et d'Audi.

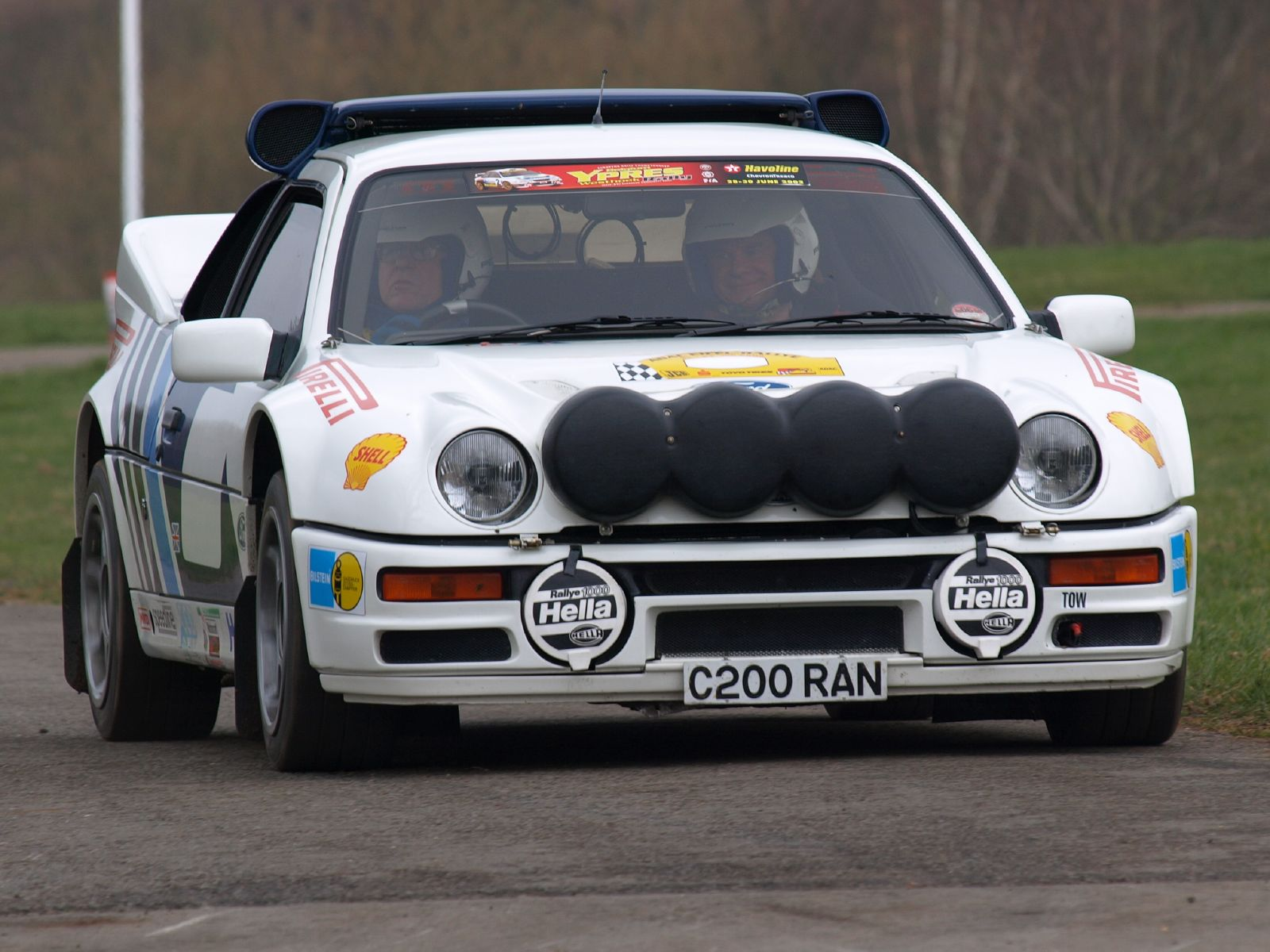
RS200 lors d'une course de véhicules anciens en 2008.

Ce nouveau modèle suivait un design nouveau, avec une coque en plastique et fibre de verre conçue par Ghia, un moteur central et quatre roues motrices. Les voitures furent construites pour le compte de Ford par Reliant - une entreprise réputée pour ses compétences concernant la fibre de verre. Pour favoriser la distribution des masses et l'équilibre de la voiture, les concepteurs créèrent une transmission partant du moteur central vers le train avant, puis, de là, retournant aux roues arrière, ce qui en faisait une configuration compliquée. Le châssis fut conçu par l'ancien concepteur de Formule 1 Tony Southgate, aidé au début par l'ancien ingénieur de Formule 1 de chez Ford, John Wheeler. Sa suspension était à double triangulation, avec deux amortisseurs à chaque roue qui aidaient la manipulation, et l'ensemble semblait alors être le meilleur ensemble parmi les configurations des concurrents de l'époque de la RS200. Le temps étant compté, nombre de pièces de ce véhicule furent prises sur d'autres modèles, comme le pare-brise avant et les feux arrière, identiques à ceux des premières Ford Sierra et les portes provenaient de la Sierra coupé. De petits éléments provenant du bac à pièces, comme l'appareillage de commutation, ont également été utilisés pour économiser du temps et des dépenses de développement.

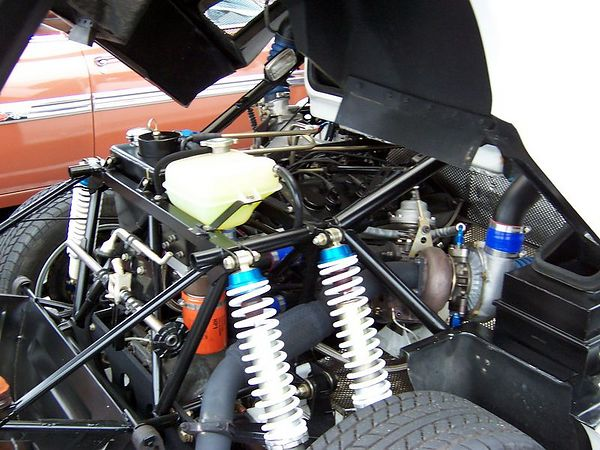
Le moteur central et la suspension arrière de la RS200.

Le moteur était un Ford-Cosworth "BDT" de 1 803 cm3 (1,8 litre), turbocompressé, produisant 250 chevaux (186 kW) pour la version commerciale, et entre 355 et 457 ch (261 et 336 kW) pour la version de rallye; Des kits de modification existaient pour faire monter les versions de série à 305 chevaux (224 kW). Bien que la RS200 avait un équilibre et un maintien très compétitif, son rapport poids/puissance n'était pas idéal, et son moteur était faible à bas régime et cela l'handicapa. Son meilleur résultat en championnat de monde des rallyes fut une troisième place au rallye de Suède 1986, atteinte par Kalle Grundel, bien que le modèle ait connu un succès limité en dehors de la classe ultra-compétitive du groupe B. Lors du rallye suivant, le Rallye du Portugal, une RS200 fut impliquée dans l'un des pires accidents de l'histoire du rallye, quand la voiture pilotée par Joaquim Santos sortit de la route au milieu d'un groupe de spectateurs, en tuant trois et en blessant de nombreux autres. Peu de temps après, lors du rallye de la Hesse en Allemagne (hors championnat du monde), une RS200 conduite par le pilote suisse de F1 Marc Surer sortit de la route, heurta un arbre, causant le décès du copilote Michel Wyder.

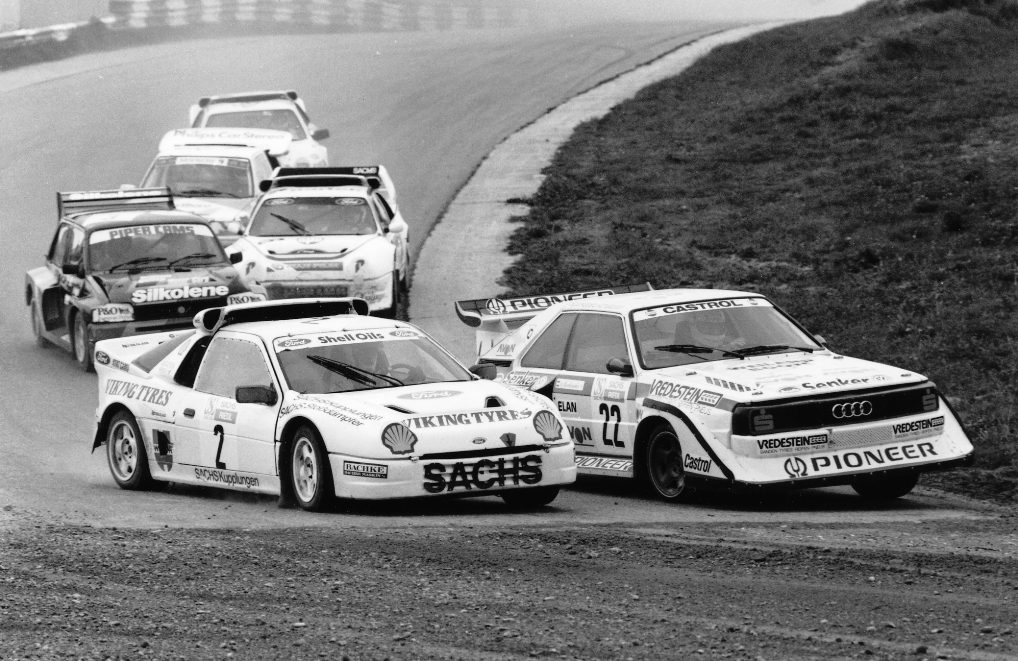
Une RS200 et une Audi Quattro S1 lors d'une course de rallycross.

L'accident du Rallye du Portugal a déclenché une réaction en chaîne et la RS200 est devenue obsolète après seulement une année complète de compétition alors que la FIA, le conseil d'administration, qui contrôlait à l'époque le rallye WRC, a aboli le groupe B après la saison 1986. Ford travaillait sur une variante "Evolution" de la RS200, comprenant entre autres une amélioration des freins, des suspensions et du moteur BDT, nommé plus tard moteur BDT-E, développé par le britannique Brian Hart, était augmenté à 2 137 cm3 (2,1 L). Sa puissance, bien qu'elle varie selon les sources, était estimée de 558 ch (410 kW) à 826 ch (608 kW); bien que la sortie la plus typique était de 588 ch (433 kW) à 8 000 tr/min et 542 N m de couple à 5 500 tr/min. L'interdiction des courses du groupe B a effectivement forcé le modèle E2 à être mort-né ; cependant, une douzaine de ces évolutions furent construites d'août 1986 à octobre 1992 et participèrent aux championnats européens de rallycross à travers l'Europe; le Norvégien Martin Schanche fut champion d'Europe de rallycross 1991 au volant d'une RS200 E2 de 659 ch (485 kW). En 2001 une autre version remporte l'Euro-Rallye-Trophée avec le belge Jean-Pierre Schneiders.
Une RS200, qui a trouvé son chemin dans la course sur circuit, est née comme une voiture de route; elle a été convertie à la spécification IMSA GTO et était propulsée par un moteur Cosworth Evolution BDTE turbo 2,0 litres et de plus de 750 ch. En compétition contre de nombreuses équipes soutenues par leur usine telles que Mazda, Mercury et Nissan, avec leurs nouveaux cadres spéciaux, en dépit d'être un privé, la voiture n'a jamais obtenu de réel succès pour être une concurrente sérieuse,, et a été conservée par le propriétaire d'origine. Une voiture a été construite par pièces en Angleterre et utilisée plus tard pour concourir dans la catégorie Illimité au Pikes Peak International Hill Climb, où elle a été conduite par le Suédois Stig Blomqvist en 2001, 2002 et 2004 et en 2009 par l'ancien champion britannique de Rallycross, Mark Rennison.
La RS200 a été conçue à partir de zéro en tant que supercar de rallye à moteur central spécialement conçue, et les modèles pour la route, homologués à 200 exemplaires, étaient essentiellement un sous-produit de Ford souhaitant faire concourir la RS200 et montrer ses capacités technologiques dans le championnat du monde des rallyes de plus en plus populaire. Elle a également été conçue par des ingénieurs qui avaient une vaste expérience dans le sport automobile, et le moteur avait une puissance délivrée en douceur et fonctionnait plus comme un moteur de voiture de course, par opposition à tous les autres moteurs de production hautement modifiés qu'Audi, Lancia et Peugeot avaient dans leurs voitures. Les autres célèbres voitures du groupe B étaient toutes basées sur des modèles de production à moteur avant - une berline à hayon dans le cas de la Lancia Delta S4 et de la Peugeot 205 Turbo 16 - et un coupé de luxe dans le cas de l'Audi Quattro. Bien que les voitures S4 et T16 du groupe B étaient à moteur central, elles étaient toutes les deux, à l'origine, des voitures à moteur avant. La prédécesseur de la Delta S4 de Lancia - la 037 - était également une supercar du groupe B à moteur central, mais elle était basée et provenait de la Lancia Montecarlo de production à moteur central.

## Production

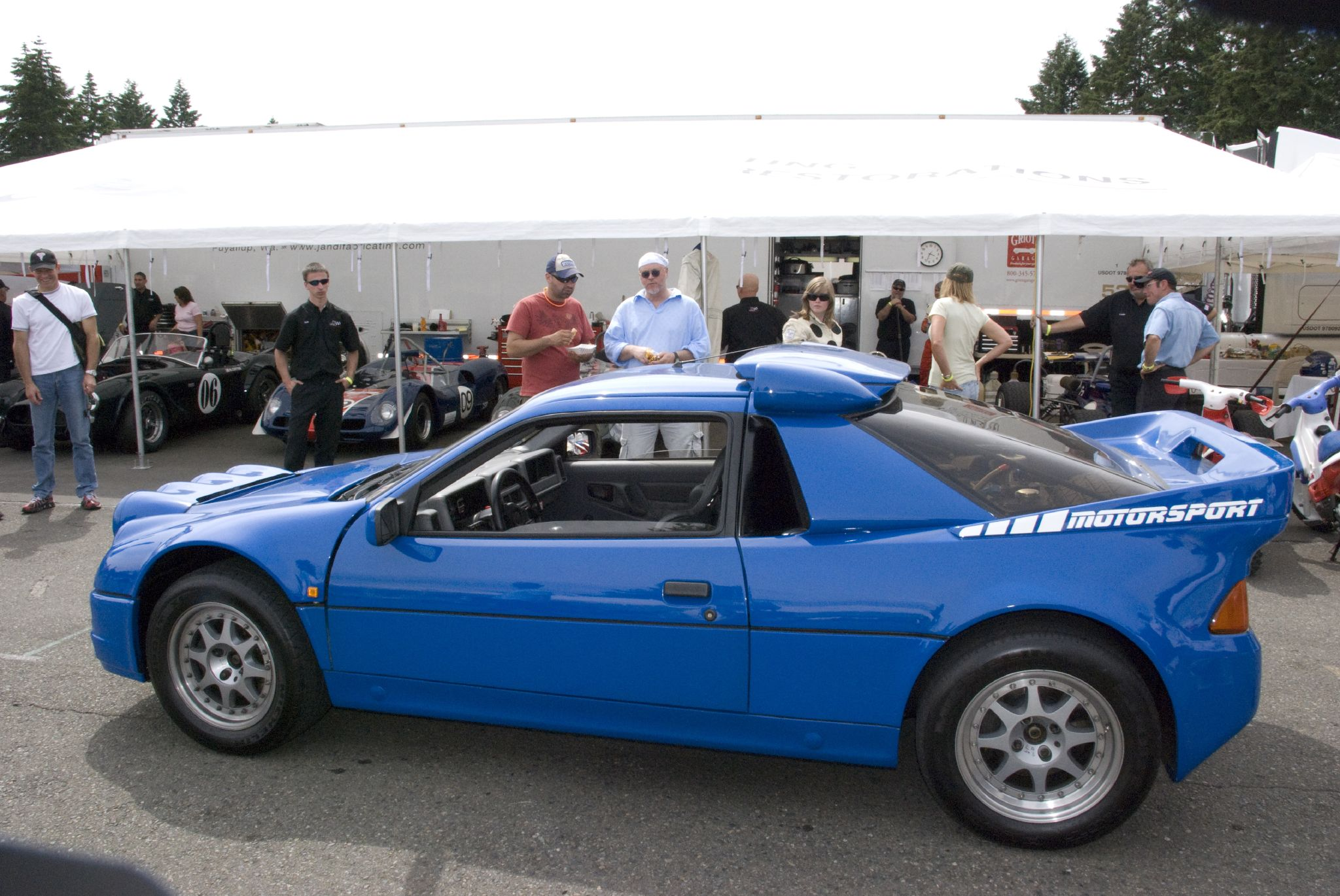
Une des RS200 de série.

Les véhicules de rallye, pour être homologables dans le groupe B, devaient être accompagnés par une série commerciale d'au moins 200 exemplaires, Ford construisit donc 200 RS200, plus des pièces détachées pour plus de 20 autres, pièces qui furent ensuite utilisées pour construire deux voitures non officielles. Ces châssis et pièces de rechange ont également été utilisés plus tard pour construire quelques voitures non authentiques, dites bitsa.
24 de ces 200 exemplaires furent modifiés et appelés RS200 Evolution, et siglées 'E' ou 'E2'. La première intention de Ford était de marquer les 20 voitures "Evo" requises par la FIA comme numéros de série 201 à 220, mais comme cela n'était en fait pas nécessaire selon les règles de la FIA, ils ont ensuite conservé leurs numéros de série d'origine (par exemple, 201 = 012, 202 = 146, 203 = 174 et cetera).
L'outillage de la carrosserie d'origine de la Ford RS200 a été récemment acheté par Banham Conversions, qui l'a utilisé pour fabriquer une voiture en kit basée sur l'Austin Maestro. En raison du fait qu'il s'agit d'une réincarnation de la Maestro de base, les accessoires du moteur d'Austin-Rover se trouvent en fait à l'avant du véhicule.
Palmarès
La RS200 ne remporta aucune manche mondiale.
Par contre, le pilote belge Robert Droogmans fut celui qui connut le plus de succès avec la RS 200. En effet, aux mains de Droogmans, elle s'imposa facilement dans la course au titre en Belgique (1re Div.) en 1986, avec pas moins de 6 victoires (sur 9 épreuves) et 4 succès en championnat d'Europe (dont 3 en Belgique + le Rallye International du Valais - Suisse).
Avec le pilote suédois, Stig Andervang, elle gagna le championnat des Pays-Bas 1986 avec 4 succès (dont un en Belgique), ainsi que la West Euro Rally Cup 1986.
Le Suédois Stig Blomqvist (champion du Monde 1984) remporta 2 victoires avec la RS 200 en 1986 dont 1 succès en championnat d'Europe.

## Spécification (voiture de rallye du groupe B)

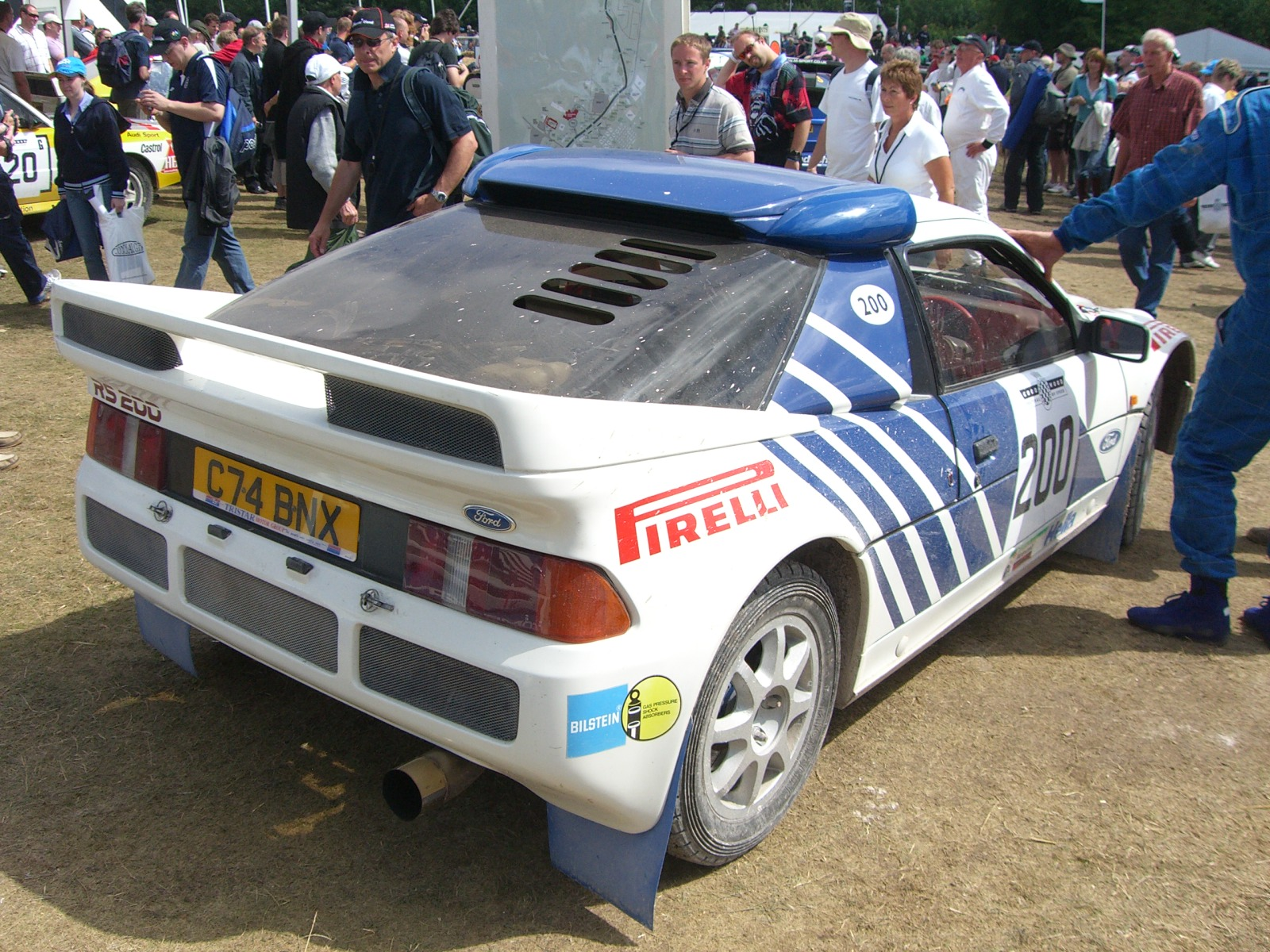
L'arrière d'une RS200.

### Moteur
- Moteur central, longitudinal, quatre roues motrices
- Culasse et bloc en alliage d'aluminium
- 4 cylindres en ligne, à chemises revêtues de Nikasil
- 5 roulements principaux, refroidissement par eau, ventilateur électrique
- Alésage : 86 mm
- Course : 77,6 mm
- Capacité : 1 803 cm3 (1,8 L)
- Engrenage de soupape : double arbre à cames en tête, 4 soupapes par cylindre, entraînement d'arbre à cames à courroie crantée

Ratio de compression : 7,2:1, système de gestion du moteur et injection de carburant Bosch Motronic. Turbocompresseur Garrett T3/pression de suralimentation 1,6 bar.
- Puissance max : 450 ch (331 kW) à 8 000 tr/min
- Couple max : 490 N m à 5 500 tr/min

### Transmission
- Boite manuelle 5 rapports, embrayage à palette double plateau AP avec garnitures métallo-céramiques.

| Rapport | Ratio | km/h à 1 000 tr/min |
| ------- | ----- | ------------------- |
| 5e      | 1,14  | 21,34               |
| 4e      | 1,36  | 17,54               |
| 3e      | 1,68  | 14,29               |
| 2de     | 2,14  | 11,39               |
| 1re     | 3,23  | 7,60                |

Transmission finale : Chanfrein en spirale, rapport 4,375 au rapport de transfert de 1,15

### Suspension
- Avant : indépendante, double triangle, double amortisseur, amortisseurs télescopiques et barre anti-roulis.
- Arrière : indépendante, double triangle, double amortisseur, amortisseurs télescopiques, barre anti-roulis et lien de contrôle des butées réglable.

### Direction
- Crémaillère directe, certains modèles ont une direction assistée hydrauliquement. Diamètre du volant de 356 mm, 1,8 tour de verrouillage à verrouillage

### Freins
Deux circuits, divisés avant/arrière. Disques ventilés avant de 300 mm de diamètre. Disques ventilés arrière de 300 mm de diamètre, sans servo à dépression. Frein à main, fly-off mécanique et levier central hydraulique agissant sur des étriers arrière séparés à commande mécanique.

### Roues
Alliage de magnésium Ford, jantes de 6-8 pouces (8¾ pouces et 11 pouces en option pour les pneus de course). Pneu dépendant des conditions (Pirelli Monte Carlo 245/40 16 intermédiaires sur voiture d'essai), 16" de diamètre, pressions dépendant des pneus utilisés.

### Dimensions et poids
- Longueur : 4 000 mm
- Largeur : 1 753 mm
- Hauteur : variable
- Empattement : 2 530 mm
- Voie (avant/arrière) : 1 502/1 497 mm
- Poids : 1 050 kg

### Performance

#### Vitesses de pointe
| Rapport | km/h | tr/min |
| ------- | ---- | ------ |
| 5e      | 190  | 8 900  |
| 4e      | 156  | 8 900  |
| 3e      | 127  | 8 900  |
| 2de     | 101  | 8 900  |
| 1re     | 68   | 8 900  |

#### Accélération depuis 0
| Véritable mi/h | Temps (en secondes) |
| -------------- | ------------------- |
| 30             | 1,2                 |
| 40             | 1,8                 |
| 50             | 2,6                 |
| 60             | 3,8                 |
| 70             | non connu           |
| 80             | 4,8                 |
| 90             | 5,9                 |
| 100            | 7.3                 |
| 110            | 8,7                 |

- 0 – 402 m : 11,4 secondes, 185 km/h
- Kilomètres pour atteindre 100 km/h : Pas connu

#### Accélération (en secondes)
| mi/h   | 5e  | 4e  | 3e  | 2de |
| ------ | --- | --- | --- | --- |
| 10-30  | -   | -   | -   | -   |
| 20-40  | -   | -   | -   | -   |
| 30-50  | -   | -   | 2,2 | 1,2 |
| 40-60  | -   | 2,3 | 1,0 | 1,1 |
| 50-70  | 2,2 | 1,4 | -   | -   |
| 60-80  | 1,6 | 1,5 | -   | -   |
| 70-90  | 1,7 | 1,6 | -   | -   |
| 80-100 | 2,0 | -   | -   | -   |
| 90-110 | 2,4 | -   | -   | -   |